# Schizotricha variabilis
Schizotricha variabilis är en nässeldjursart som beskrevs av Bonnevie 1899. Schizotricha variabilis ingår i släktet Schizotricha och familjen Halopterididae.
Artens utbredningsområde är Norra Ishavet. Inga underarter finns listade i Catalogue of Life.